# 阿布贾证券交易所
阿布贾证券交易所（ASE）是一家已停业的尼日利亚证券交易所。其成立于 2000 年，并于 2001 年上线。该交易所是第一个在尼日利亚提供电子交易、清算和一级市场和二级市场结算的交易所。它的交易范围包括交易股票、非上市股票和普通债券。
但在其营业后不久，政府通知迫使其关闭其业务。这次关闭是由更强大的尼日利亚证券交易所精心策划的，该交易所对政府进行游说以维持其对尼日利亚股票市场的垄断。该通知的理由是该国不需要第二家证券交易所。
与此同时，目前该交易所正在努力将现有基础设施转变为多商品商品交易所。